# 영국 신민
영국 신민(英國臣民; British subject)은 대영 제국의 신민이다. 대영제국의 시민권역할을 한 개념이다.
1983년에 영국 시민, 영국의 해외 영토 시민, 영국 국민 (해외)의 3개 범주로 나뉘었다.
오늘날에는 보통 본토 거주권이 없는 사람을 주로 일컫는다.